# DEVS
DEVS es un acrónimo del inglés para referirse a Discrete Event System Specification (Especificación de Sistemas de Eventos Discretos). 
El término es ahora estándar en el campo de la Simulación para referirse a un formalismo modular y jerárquico para modelar y analizar sistemas de diversos tipos. En particular, sistemas de eventos discretos, sistemas de ecuaciones diferenciales (o sistemas continuos) y sistemas híbridos continuos y discretos. 

## Historia
El formalismo DEVS fue inventado por el Prof. Bernard P. Zeigler, actualmente trabajando en la Universidad de Arizona, EE. UU.
[Hay que hablar simulación de modelos celulares!!!!]
- Datos: Q911082